# Conservapedia
Conservapedia er et privat wikiprojekt der ønsker at skabe et leksikon hvis artikler er pro-amerikanske, støtter konservativ kristendom og socialkonservatisme.
Projektet blev grundlagt af Andrew Schlafly, søn af den konservative kommentator Phyllis Schlafly, som svar på en påstået anti-kristen og anti-amerikansk bias i artiklerne på Wikipedia. Ifølge de seneste historier om siden stammer Conservapedia oprindeligt fra et projekt som hjemmeunderviste børn og unge har lavet som en del af en skoleopgave. Udover dets rolle som leksikon bruges conservapedia ligeledes af Andrew Schlafly's Eagle Forum University. Materiale til forskellige online kurser for eksempel om USA's historie kan hentes på siden.   . Eagle Forum University er associeret med Phyllis Schlaflys Eagle Forum.  Hjemmesiden er blevet kritiseret, både inde og uden for USA, for bias og unøjagtigheder.